# Júlia Pinheiro
Júlia Eduarda Santos Afonso Martins Pinheiro Pêgo (Lisboa, 6 de Outubro de 1962), é uma apresentadora de televisão e escritora portuguesa.

## Biografia e carreira
Júlia Eduarda Santos Afonso Martins Pinheiro Pêgo, nasceu no dia 6 de outubro de 1962, em Lisboa. É filha de Hélder Pinheiro, falecido em 2010, e de Áurea Pinheiro.
Cresceu em Almada e foi colega de liceu de José Manuel Durão Barroso, assim como dos músicos António Manuel Ribeiro e Tim. Ingressou depois na Universidade Nova de Lisboa, onde concluiu a licenciatura em Línguas e Literaturas Modernas. Posteriormente, completou uma pós-graduação em Comunicação Social, na Universidade Católica Portuguesa.
Um dia, perto da Avenida de Berna, quando ia a caminho da faculdade, vê passar o cortejo da visita do Papa João Paulo II a Lisboa e fascina-se com o trabalho do repórter José Augusto Marques, decidindo, assim, enveredar pelo jornalismo.
Iniciou a sua carreira profissional como estagiária na RTP, tendo como colegas Fernando Alves e Emídio Rangel, durante o estágio apresentou o programa Estamos Nessa. Em 1984, trocou a estação pública pela Rádio Renascença, onde permaneceu até 1992, chegando a apresentar Passeio da Fortuna/Jogo da Mala.
Integrou a equipa fundadora da revista Máxima, tendo como chefe de redação Maria Antónia Palla, mãe do ex-primeiro-ministro António Costa.
Chegou à televisão em 1983, como uma das apresentadoras do programa Estamos Nessa — que ela própria afirmou, em 2023, ter sido "o pior programa de televisão de sempre" — emitido na RTP. 
Muda-se para a SIC em 1993, onde apresentou o programa Praça Pública. Seguiram-se outros programas como Só Para Inteligentes, SIC 10 Horas, A Noite da Má Língua (o formato onde se mais destacou), Filhos da Nação, Mr World, SIC 11 Horas, Noites Marcianas e ainda Às Duas por Três. 
Em 2002, com a mudança de Emídio Rangel para a RTP, regressou à televisão pública portuguesa durante um breve período, tendo apresentado os programas O Elo Mais Fraco, Gregos e Troianos e O Jogo da Espera.
Em 2003, mudou-se para a TVI, onde exerceu as funções de subdiretora de Programação e onde apresentou vários talk shows e reality shows, nomeadamente A Grande Oportunidade, Eu Confesso, Quinta das Celebridades, 1a Companhia, Circo das Celebridades, Canta Por Mim, O Meu Odioso e Inacreditável Noivo, Pedro, o Milionário, Casamento de Sonho, As Tardes da Júlia, Uma Canção Para Ti, Depois da Vida, Quem é o Melhor?, Factos em Directo e a primeira edição de Secret Story — Casa dos Segredos.
Protagonizou em 2011 uma das maiores transferências televisivas de sempre, ao abandonar a TVI e regressar à SIC nove anos depois, para assumir o cargo de Diretora de Gestão e Desenvolvimento de Conteúdos até março de 2016. A partir desse mesmo mês assume o cargo de Diretora Executiva de Conteúdos da SIC. Foi Diretora da SIC Mulher e da SIC Caras de 2018 a 2023.
No regresso à estação do Grupo Impresa, começou por apresentar o programa das manhãs Querida Júlia. No mesmo ano, apresenta o reality show Peso Pesado, que teve três edições. Mais tarde, em 2013, apresentou Splash! Celebridades, com Rui Unas.
Foi uma das responsáveis por contratar apresentadores para reforçar o entretenimento da SIC, como, por exemplo João Paulo Rodrigues, com quem dividiu a apresentação das manhãs do canal no Queridas Manhãs e João Baião, que fez dupla no Sabadabadão, em 2014.
Em 2018 é anunciada pela SIC a contratação de Cristina Ferreira, deste modo, terminava Queridas Manhãs para dar espaço a O Programa da Cristina. Assim a apresentadora transitou para as tardes da estação, onde apresenta desde esse ano o programa Júlia.
Estreou-se como atriz em 2019, com a peça Os Monólogos da Vagina, ao lado das atrizes Carla Andrino, Vera Kolodzig, Joana Pais de Brito e Paula Neves.
Em 2020, regressa à Rádio Renascença com A Hora da Júlia.
No cinema, estreia-se em 2022, como filme de comédia Curral de Moinas - Os Banqueiros do Povo, onde contracenou com Pedro Alves, João Paulo Rodrigues ou Sofia Ribeiro.
Em fevereiro de 2023, anunciou que deixará a vida pública — e, portanto, a televisão — dentro de poucos anos, referindo, contudo, um interesse em fazer podcasts.
Em 2025, protagonizou a peça de teatro A Mais Velha Profissão do Mundo, ao lado de nomes como Helena Isabel, Heitor Lourenço ou Paula Guedes.

## Vida pessoal
É casada com Rui Pêgo, com quem teve três filhos: duas gémeas, Matilde e Carolina, nascidas a 17 de julho de 1993, e um rapaz, Rui Maria Pêgo (ex-apresentador do programa Curto-Circuito, no canal de televisão por cabo SIC Radical), nascido a 21 de janeiro de 1989. Diz que gostava de ter sido arqueóloga. Reside com a sua família em Lisboa.
É também adepta assumida do Clube Desportivo das Aves.

## Publicações

### Imprensa
Escreveu crónicas para as seguintes publicações:
- Máxima (O Que Diz Júlia)
- Lux (Minha Querida Júlia)
- 24 Horas
- Activa — Publisher da revista

Tem a sua própria revista online, a Júlia de bem com a Vida.

### Livros
Tem vários livros escritos sendo Não sei nada sobre o amor o seu primeiro romance lançado em Abril de 2009. O livro "O Que Diz... Júlia" é uma compilação das crónicas que escreveu na revista Máxima durante três anos. É Publisher da revista Activa e lecciona o curso de pós-graduação em Televisão da Universidade Autónoma de Lisboa.
- 2001 — O Que Diz Júlia, Texto Editores
- 2009 — Não Sei Nada Sobre o Amor, Esfera dos Livros
- 2015 — Um Castigo Exemplar, Esfera dos Livros

## Televisão

### Enquanto apresentadora
| Anos | Canal | Programa            | Obs.          |
| ---- | ----- | ------------------- | ------------- |
| 1981 | RTP   | Estamos Nessa       | Apresentadora |
| 2002 | RTP   | O Jogo da Espera    | Apresentadora |
| 2002 | RTP   | Gregos e Troianos   | Apresentadora |
| 2002 | RTP   | O Elo Mais Fraco    | Apresentadora |
| 2002 | RTP   | Melhor é Impossível | Apresentadora |

| Anos             | Canal | Programa                  | Obs.                                                  |
| ---------------- | ----- | ------------------------- | ----------------------------------------------------- |
| 1992–1994        | SIC   | Praça Pública             | Apresentadora                                         |
| 1994–1997        | SIC   | A Noite da Má Língua      | Apresentadora                                         |
| 1995             | SIC   | Só Para Inteligentes      | Apresentadora                                         |
| 1997             | SIC   | Filhos da Nação           | Apresentadora                                         |
| 1997–1998        | SIC   | SOS SIC                   | Apresentadora                                         |
| 1998             | SIC   | Mr World                  | Apresentadora                                         |
| 1999             | SIC   | Cantigas do Maldizer      | Apresentadora                                         |
| 1999–2001        | SIC   | SIC 11 Horas/SIC 10 Horas | Apresentadora                                         |
| 2001             | SIC   | Noites Marcianas          | Apresentadora                                         |
| 2002             | SIC   | Às Duas por Três          | Apresentadora, com Fernanda Freitas e Henrique Mendes |
| 2011–2014        | SIC   | Querida Júlia             | Apresentadora                                         |
| 2011             | SIC   | Peso Pesado 1             | Apresentadora                                         |
| 2013             | SIC   | Splash! Celebridades 1    | Apresentadora, apoiada por Rui Unas                   |
| 2013             | SIC   | Splash! Celebridades 2    | Apresentadora, apoiada por Rui Unas                   |
| 2014             | SIC   | Sabadabadão               | Apresentadora, com João Baião                         |
| 2014–2018        | SIC   | Queridas Manhãs           | Apresentadora, com João Paulo Rodrigues               |
| 2017–2018/ 2024  | SIC   | Linha Aberta              | Apresentadora, nas ausências de Hernâni Carvalho      |
| 2018–presente    | SIC   | Júlia                     | Apresentadora                                         |
| 2021             | SIC   | Estamos em Casa           | Apresentadora                                         |
| 2025–por estrear | SIC   | Aldeia do Amor            | Apresentadora                                         |

| Ano       | Canal | Nome                               | Notas                                                     |
| --------- | ----- | ---------------------------------- | --------------------------------------------------------- |
| 2010      | TVI   | Secret Story — Casa dos Segredos 1 | Apresentadora, apoiada por Pedro Granger e Leonor Poeiras |
| 2010      | TVI   | Depois da Vida                     | Apresentadora                                             |
| 2009      | TVI   | Uma Canção Para Ti 3               | Apresentadora, com Manuel Luís Goucha                     |
| 2009      | TVI   | Uma Canção Para Ti 2               | Apresentadora, com Manuel Luís Goucha                     |
| 2009      | TVI   | Quem é o melhor? — 1 episódio      | Apresentadora, com Manuel Luís Goucha                     |
| 2008      | TVI   | Uma Canção Para Ti 1               | Apresentadora, com Manuel Luís Goucha                     |
| 2007–2010 | TVI   | As Tardes da Júlia                 | Apresentadora                                             |
| 2007      | TVI   | Casamento de Sonho                 | Apresentadora                                             |
| 2006–2007 | TVI   | Doutor Preciso de Ajuda            | Apresentadora                                             |
| 2006      | TVI   | Canta Por Mim                      | Apresentadora                                             |
| 2006      | TVI   | Pedro, o Milionário                | Apresentadora                                             |
| 2006      | TVI   | O Meu Odioso e Inacreditável Noivo | Apresentadora                                             |
| 2006      | TVI   | Circo das Celebridades             | Apresentadora, apoiada por José Pedro Vasconcelos         |
| 2005      | TVI   | 1.ª Companhia 2                    | Apresentadora, apoiada por José Pedro Vasconcelos         |
| 2005      | TVI   | 1.ª Companhia 1                    | Apresentadora, apoiada por José Pedro Vasconcelos         |
| 2005      | TVI   | Quinta das Celebridades 2          | Apresentadora, apoiada por José Pedro Vasconcelos         |
| 2004      | TVI   | Quinta das Celebridades 1          | Apresentadora, apoiada por José Pedro Vasconcelos         |
| 2003–2004 | TVI   | Diário da Manhã                    | Apresentadora                                             |
| 2003      | TVI   | A Grande Oportunidade              | Apresentadora                                             |
| 2003      | TVI   | Rosa Choque                        | Comentadora                                               |
| 2003      | TVI   | Eu Confesso                        | Apresentadora                                             |

| Ano       | Programa                                                  | Canal |
| --------- | --------------------------------------------------------- | ----- |
| 2011      | Querida Júlia — Especial Casamento Real de William e Kate | SIC   |
| 2013–2014 | Querida Júlia — Sextas Mágicas                            | SIC   |
| 2017      | Especial SIC 25 Anos                                      | SIC   |
| 2018      | Especial Casamento Real: Príncipe Harry e Meghan          | SIC   |
| 2022      | SIC 30 Anos — É Bom Vivermos Juntos                       | SIC   |

### Galas / Especiais (apresentação)
| Ano                    | Evento                                                      | Produção |
| ---------------------- | ----------------------------------------------------------- | -------- |
| 2018                   | Emissão Especial – Casamento Real                           | SIC      |
| 2014                   | Queridas Manhãs — Especial Benfica (Final da Liga Europa)   | SIC      |
| 2013                   | Emissão Especial Viv’ó Benfica                              | SIC      |
| 2013                   | Querida Júlia — 2.º Aniversário                             | SIC      |
| 2012                   | Emissão Especial Querido Ano Novo                           | SIC      |
| 2012                   | Emissão Especial Querido Natal                              | SIC      |
| 2012                   | Gala de Aniversário SIC 20 Anos                             | SIC      |
| 2012                   | Especial SIC 20 Anos                                        | SIC      |
| 1996–2001 e desde 2011 | Entrega de prémios nos Globos de Ouro                       | SIC      |
| 2011                   | SIC 19 Anos — Parabéns a Você                               | SIC      |
| 2011                   | Casamento Real — William e Kate de Inglaterra               | SIC      |
| 2010                   | Gala de Natal TVI 2010                                      | TVI      |
| 2010                   | Gala Nicolau Breyner — 50 Anos de Carreira                  | TVI      |
| 2010                   | Gala Somos Portugal                                         | TVI      |
| 2009                   | Quem é o Melhor?                                            | TVI      |
| 2008                   | Gala da Ficção Nacional                                     | TVI      |
| 2008                   | Factos em Direto (Programa Especial)                        | TVI      |
| 2004                   | Casamento Real — Príncipe Felipe de Espanha e Letizia Ortiz | TVI      |
| 2002                   | Jurada no programa Academia de Estrelas                     | TVI      |

### Enquanto atriz
| Ano       | Nome                                            | Personagem                     | Produção |
| --------- | ----------------------------------------------- | ------------------------------ | -------- |
| 2023      | Flor sem Tempo                                  | Participação Especial          | SIC      |
| 2021      | Amor Amor                                       | Participação Especial          | SIC      |
| 2016      | Rainha das Flores                               | Participação Especial          | SIC      |
| 2015–2016 | Poderosas                                       | Participação Especial          | SIC      |
| 2015      | Mar Salgado                                     | Participação Especial          | SIC      |
| 2015      | Sal (Episódio "O Salvador")                     | Participação Especial          | SIC      |
| 2006      | Doce Fugitiva                                   | Participação Especial          | TVI      |
| 2001      | O Último Natal                                  | Participação Especial          | SIC      |
| 2001      | O Espírito da Lei (Episódio "Prova de Amizade") | Participação Especial          | SIC      |
| 2001      | O Segredo                                       | Participação Especial          | SIC      |
| 2000      | Uma Aventura em Lisboa                          | Alzira — Participação Especial | SIC      |

### Enquanto concorrente
| Ano         | Nome                         | Personagem            | Produção |
| ----------- | ---------------------------- | --------------------- | -------- |
| 2011        | Chamar a Música (2.ª edição) | Concorrente           | SIC      |
| 2013 / 2023 | Vale Tudo                    | Concorrente convidada | SIC      |

## Teatro
| Ano  | Nome                            | Encenação         | Produção            |
| ---- | ------------------------------- | ----------------- | ------------------- |
| 2019 | Monólogos da Vagina             | Paulo Sousa Costa | Yellow Star Company |
| 2025 | A Mais Velha Profissão do Mundo | Hélder Gamboa     |                     |

## Rádio
| Ano       | Programa        | Estação          |
| --------- | --------------- | ---------------- |
| 2020      | A Hora da Júlia | Rádio Renascença |
|           |                 | RDP 1            |
| 1984–1992 | O Jogo da Mala  | Rádio Renascença |
|           |                 | Rádio Nostalgia  |

## Cinema
| Ano  | Projeto                                  | Personagem     |
| ---- | ---------------------------------------- | -------------- |
| 2022 | Curral de Moinas - Os Banqueiros do Povo | Madrinha Pinto |

## Imprensa
| Nome                                |
| ----------------------------------- |
| Máxima (Rubrica "O Que Diz Júlia")  |
| Lux (Rubrica "Minha Querida Júlia") |
| 24 Horas                            |
| Activa (Publisher da revista)       |

## Formação (como professora)
| Nome                       | Instituição                     |
| -------------------------- | ------------------------------- |
| Pós-graduação em Televisão | Universidade Autónoma de Lisboa |

## Prémios e Reconhecimentos
2025 - Distinguida com o Prémio As Mulheres Mais Influentes de Portugal, 2024.